# Dactyloscirus dolichosetosus
Dactyloscirus dolichosetosus är en spindeldjursart som beskrevs av Den Heyer 1979. Dactyloscirus dolichosetosus ingår i släktet Dactyloscirus och familjen Cunaxidae. Inga underarter finns listade i Catalogue of Life.